# Johanna Schmidt (Geographin)
Johanna Gertrud Alice Schmidt (* 7. August 1909 in Leipzig; † nach 1972) war eine deutsche Altphilologin, historische Geographin und Erziehungswissenschaftlerin.

## Leben
Johanna Schmidt wurde 1909 in Leipzig als Tochter von Fritz Schmidt und seiner Frau Alice, geborene Fiedler, geboren. Nach dem Besuch der Nikolaischule in Leipzig studierte sie seit 1929 an den Universitäten in Greifswald, Berlin und München. 1932 wurde sie an der Universität München bei Johannes Stroux mit der Dissertation Minucius Felix oder Tertullian? Philologisch-historische Untersuchung der Prioritätsfrage des Octavius und des Apologeticum unter „physiognomischer Universalperspektive“ promoviert. Danach lehrte sie an den Universitäten in Greifswald und Berlin Klassische Philologie und historische Geographie. Anschließend war sie Hochschullehrerin am Pädagogischen Institut der Universität Leipzig. In Leipzig war sie Lehrerin an der Diesterweg-Schule. Sie lehrte auch an der Pädagogischen Hochschule in West-Berlin. Schließlich leitete sie das private Institut für Kultur und Heimatkunde in Berlin-Spandau.
Schmidt beschäftigte sich unter anderem mit der Topografie des Mittelmeerraums sowie historischer Geographie und sowohl klassischer als auch deutscher Philologie. Zwischen 1933 und 1935 schrieb sie über 300 meist kurze Artikel über epigraphische, mythologische und topographische Themen für Paulys Realencyclopädie der classischen Altertumswissenschaft (RE).

## Schriften
- Minucius Felix oder Tertullian? Philologisch-historische Untersuchung der Prioritätsfrage des Octavius und des Apologeticum unter „physiognomischer Universalperspektive“. Borna/Leipzig 1932 (Dissertation, mit Lebenslauf).
- Ethos. Beiträge zum antiken Wertempfinden. R. Noske, Borna/Leipzig 1941.
- Heimat und Kultur. Institut für Kultur- und Heimatkunde, Berlin 1955.
- Patriotismus und Humanismus. Zeitgemäße Gedanken zu Schillers „Jungfrau von Orléans“ und Goethes „Iphigenie auf Tauris“ (= Kultur- und Heimatstudien, 4. Beiheft). Institut für Kultur- und Heimatkunde, Berlin-Spandau 1961 (14 Seiten).
- Normatives Europa. Säkulare Nachlese zu Carl Ritters Europavorlesungen an der Berliner Universität. Institut für Kultur- und Heimatkunde, Berlin 1963.
- Mass und Harmonie. Institut für Kultur- und Heimatkunde, Berlin 1968.
- Per aspera ad astra. Lebensbilanz einer Wissenschaftlerin (= Kultur- und Heimatstudien, 4. Beiheft). Institut für Kultur- und Heimatkunde, Berlin/Puerto de la Cruz 1972.
- Culturae Academia Internationalis: die internationale Kulturakademie in Puerto de la Cruz / Teneriffa (= Kultur- und Heimatstudien, 10. Beiheft). Institut für Kultur- und Heimatkunde, Berlin 1972.